# BoDeans
Die BoDeans sind eine US-amerikanische Rockband aus Waukesha, Wisconsin.

## Bandgeschichte
1984 wurde in der Kleinstadt Waukesha im US-Bundesstaat Wisconsin aus den High-School-Freunden Sammy Llanas und Kurt Neumann zusammen mit Bob Griffin und Guy Hoffmann die vierköpfige Band The BoDeans. Im benachbarten Milwaukee bauten sie sich eine Fangemeinde auf und kamen schließlich zu einem Plattenvertrag. Bereits 1986 hatten sie ihr Debütalbum Love & Hope & Sex & Dreams mit Unterstützung von T Bone Burnett fertiggestellt und brachten es damit auf 19 Wochen unter den Billboard 200. Das nächste Album Outside Looking In war noch erfolgreicher und schaffte es unter die Top 100. Danach verließ allerdings Schlagzeuger Hoffman die Band und wurde bis zu ihrem nächsten Album durch Danny Gayol ersetzt. Zudem ergänzte Keyboarder Michael Ramos das Line-up.
Nach zwei weiteren ziemlich erfolgreichen Alben begann in den 90er Jahren der Erfolg nachzulassen, obwohl eine treue Fangemeinde ihnen weiterhin Charterfolge bescherte. 1996 hatten sie mit dem Lied Closer to Free ihren einzigen Singlehit, als es in der TV-Show Party of Five verwendet wurde und daraufhin bis auf Platz 16 der Billboard Hot 100 kam und in Kanada sogar ein Nummer-eins-Hit war. Allerdings hatte da schon das Auseinanderfallen der Band begonnen, Gayol war gegangen und Neumann und Llanas versuchten sich an Solokarrieren.
2004 kam es dann zur Wiedervereinigung mit Nick Kitsos am Schlagzeug und mit einem neuen Label, auf dem das Album Resolution erschien. Es konnte sich erneut in den Charts platzieren, wenn auch nur für eine Woche. Ohne Gründungsmitglied Bob Griffin – der Bassist wurde durch Eric Holden ersetzt, setzten sie mit zwei weiteren Alben, Still und Mr. Sad Clown, in den folgenden Jahren ihre Chartgeschichte fort und waren auch in den Indie-Charts erfolgreich. 
Nach der Veröffentlichung des Albums Indigo Dreams am 26. Juli 2011 verließ Sam Llanas am 18. August offiziell die Band aufgrund von Meinungsverschiedenheiten.
Er wird seitdem durch Jake Owen ersetzt.

## Mitglieder
- Kurt Neumann, Sänger und Gitarrist
- Eric Holden, Bassist (seit 2006)
- Michael Ramos, Keyboard (seit 1989)
- Nick Kitsos, Schlagzeug (seit 1995)
- Jake Owen (seit 2011)

ehemalige Mitglieder
- Guy Hoffman, Schlagzeuger (bis 1989)
- Danny Gayol, Schlagzeug (1989 bis 1995)
- Bob Griffin, Bassist (bis 2006)
- Sam Llanas, Sänger und Gitarrist, darüber hinaus Autor oder Co-Autor sehr vieler BoDeans-Lieder (bis 2011)

## Diskografie
Alben
- Love & Hope & Sex & Dreams (1986)
- Outside Looking In (1987)
- Home (1989)
- Black and White (1991)
- Go Slow Down (1993)
- Blend (1996)
- Resolution (2004)
- Still (2008)
- Mr. Sad Clown (2010)
- Indigo Dreams (2011)

Livealben
- Joe Dirt Car (1995)
- Homebrewed - Live From The Pabst (2005)